# Natalia Bogdanova
Pour les articles homonymes, voir Bogdanova.
 Natalia Bogdanova est une joueuse russe de basket-ball née le 18 janvier 1986 à Saint-Pétersbourg.

## Biographie
En 2009-2010, elle s'engage avec Nantes-Rezé Basket 44 pour la saison 2009-2010 de la Ligue féminine de basket. L'année suivante, elle joue en Espagne à Mariana.

## Palmarès
- Vainqueur du Challenge Round en 2010